# Samuel Schmid
Samuel Jörg Schmid (ur. 8 stycznia 1947 w Rüti bei Büren, w kantonie Berno) – szwajcarski polityk, członek Szwajcarskiej Partii Ludowej.
Od 1 stycznia 2001 do 31 grudnia 2008 zasiadał we Szwajcarskiej Rady Związkowej, gdzie kierował ministerstwem obrony, praw obywatelskich i sportu. W 2004 sprawował funkcję wiceprzewodniczącego Rady (wiceprezydenta Szwajcarii). Od 1 stycznia 2005 do 31 grudnia 2005 był prezydentem Szwajcarii. Jego następcą na 2006 rok został Moritz Leuenberger.
W listopadzie 2008 zrezygnował ze stanowiska w Szwajcarskiej Radzie Związkowej. W grudniu 2008 jego następcą został wybrany Ueli Maurer.